# Irving Point
Irving Point är en udde i Sydgeorgien och Sydsandwichöarna (Storbritannien). Den ligger i den östra delen av Sydgeorgien och Sydsandwichöarna.
Terrängen inåt land är huvudsakligen kuperad, men västerut är den bergig. Havet är nära Irving Point österut.  Det finns inga samhällen i närheten. 